# Nuovo Teatro Comunale
Il Nuovo Teatro Comunale è un teatro situato ad Antella, una frazione del comune di Bagno a Ripoli.

## Storia
La Società di Reciproco Soccorso dell'Antella, sorta nel 1882, dopo alcuni anni costruì un edificio con una sala per pubblici intrattenimenti; nel 1891, infatti, il presidente richiedeva al Comune il permesso di "costruire una sala lungo la via di Montisoni", su un terreno ceduto dal marchese Ippolito Ginori Venturi. Le continue richieste di permessi per rappresentazioni teatrali e feste da ballo confermano un'immediata e intensa attività ricreativa, che si alternava alle cerimonie di premiazione scolastica che le autorità comunali erano solite svolgere proprio all'interno della sala della Società.
Negli anni anteriori alla prima guerra mondiale, all'interno del Teatro, oltre alle rappresentazioni drammatiche, si tenevano pubblici comizi del Partito Socialista Italiano.
L'accresciuta importanza della sede e l'alto numero dei soci iscritti portò alla necessità di ampliare l'edificio. I lavori di ristrutturazione ebbero tuttavia lunghe interruzioni a causa dello scoppio della guerra, tanto che solo il 28 dicembre 1921 venne concesso il permesso di agibilità alla sala ristrutturata. Al suo interno, nel 1925, si costruì una cabina per il cinema, nuovamente ristrutturata nel 1933, per adattarla al sonoro. La struttura presentava una tipologia tipica di molte sale sorte fra la fine dell'800 e i primi del '900 per iniziative delle Società di Mutuo Soccorso: sala rettangolare con balconata avanzante sui lati e torre scenica di medie dimensioni concepita con una grande apertura posteriore in modo da poter essere utilizzata anche per spettacoli estivi nell'arena ricavata nel giardino adiacente.
Dopo la parentesi del fascismo che destinò i locali a sede della Casa del Fascio, nell'agosto del 1944 l'immobile tornò a essere sede della Casa del Popolo e così anche il cinemateatro riprese vita.
Con l'ampliarsi delle attività ricreative e culturali, fu necessario abbandonare l'antica sede per costruirne una più funzionale, che fu inaugurata nel 1960. Nonostante lo spazio fosse utilizzato come sede della Società Filarmonica, il teatro cominciò a subire un progressivo processo di degrado: gravi infiltrazioni dalle coperture e crollo del tetto della torre scenica. Così dopo aver risistemato le coperture negli anni '80 il teatro rimase ancora per vario tempo inagibile e utilizzato come magazzino.
Dopo importanti lavori di ristrutturazione da parte dell'Amministrazione Comunale, che ne è proprietaria, nel 1999 la struttura è stata recuperata pienamente alla sua destinazione originaria.